# Список директив Европейского союза (по политике в области конкуренции)
Директива Европейского союза (англ. European Union Directive) — это законодательный акт, обязывающий государства-члены ЕС принять меры для достижения целей, указанных в директиве. Ниже представлен перечень директив Европейского союза по политике в области конкуренции (англ. Competition policy). Список включает в себя действующие и утратившие силу документы. Список директив создан на основании Официального справочника законодательства Европейского союза (англ. Directory of European Union legislation).

#### Политика в области конкуренции (англ.Competition policy)
| Название | Дата принятия/вступления в силу   | Статус        |
| --- | --------------------------------- | ------------- |
| Директива 2014/104/ЕС Европейского парламента и Совета от 26 ноября 2014 года о некоторых правилах, регулирующих действия в отношении ущерба в соответствии с национальным законодательством за нарушение положений законодательства о конкуренции в государствах-членах и Европейском союзе (англ. Directive 2014/104/EU of the European Parliament and of the Council of 26 November 2014 on certain rules governing actions for damages under national law for infringements of the competition law provisions of the Member States and of the European Union Text with EEA relevance) | 26 ноября 2014/ 25 декабря 2014   | действующая   |
| Директива Комиссии 2008/63/EC от 20 июня 2008 года о конкуренции на рынках телекоммуникационного терминального оборудования (англ. Commission Directive 2008/63/EC of 20 June 2008 on competition in the markets in telecommunications terminal equipment (Codified version) (Text with EEA relevance)) | 20 июня 2008/ 11 июля 2008        | действующая   |
| Директива Комиссии 2006/111/EC от 16 ноября 2006 года о прозрачности финансовых отношений между государствами-членами и государственными обязательствами, а также о финансовой прозрачности в рамках определённых обязательств (англ. Commission Directive 2006/111/EC of 16 November 2006 on the transparency of financial relations between Member States and public undertakings as well as on financial transparency within certain undertakings (Codified version) (Text with EEA relevance))                                                                                        | 16 ноября 2006/ 20 декабря 2006   | действующая   |
| Директива Комиссии 2002/77/EC от 16 сентября 2002 года о конкуренции на рынках сетей и услуг электронных коммуникаций (англ. Commission Directive 2002/77/EC of 16 September 2002 on competition in the markets for electronic communications networks and services) | 16 сентября 2002/ 07 октября 2002 | действующая   |
| Директива Комиссии 2005/81/ЕС от 28 ноября 2005 года о внесении изменений в Директиву 80/723/ЕЭС о прозрачности финансовых отношений между государствами-членами и общественными предприятиями, а также о финансовой прозрачности внутри некоторых предприятий (англ. Commission Directive 2005/81/EC of 28 November 2005 amending Directive 80/723/EEC on the transparency of financial relations between Member States and public undertakings as well as on financial transparency within certain undertakings)                                                                        | 28 ноября 2005/ 19 декабря 2005   | утратила силу |
| Директива Комиссии 2000/52/ЕС от 26 июля 2000 года о внесении изменений в Директиву 80/723/ЕЭС о прозрачности финансовых отношений между государствами-членами и общественными предприятиями (англ. Directive 2000/52/EC of 26 July 2000 amending Directive 80/723/EEC on the transparency of financial relations between Member States and public undertakings) | 28 февраля 2000/ 18 августа 2000  | утратила силу |
| Директива Комиссии 1999/64/EC от 23 июня 1999 года, вносящая изменения в Директиву 90/388/EЭC о требовании к телекоммуникационным сетям и сетям кабельного телевидения, принадлежащих одному оператору, быть отдельными юридическими лицами (англ. Directive 1999/64/EC of 23 June 1999 amending Directive 90/388/EEC in order to ensure that telecommunications networks and cable TV networks owned by a single operator are separate legal entities) | 23 июня 1999/ 30 июля 1999        | утратила силу |
| Директива Комиссии 96/19/EC от 13 марта 1996 года, вносящая изменения в Директиву 90/388/EЭC об обеспечении полной конкуренции на рынке телекоммуникаций (англ. Commission Directive 96/19/EC of 13 March 1996 amending Directive 90/388/EEC with regard to the implementation of full competition in telecommunications markets) | 13 марта 1996/ 11 апреля 1996     | утратила силу |
| Директива Комиссии 96/2/EC от 16 января 1996 года, вносящая изменения в Директиву 90/388/EЭC в отношении мобильной и персональной связи (англ. Commission Directive 96/2/EC of 16 January 1996 amending Directive 90/388/EEC with regard to mobile and personal communications) | 16 января 1996/ 15 февраля 1996   | утратила силу |
| Директива Комиссии 95/51/EC от 18 октября 1995 года о внесении изменений в Директиву 90/388/EЭC в отношении отмены ограничений на использование сетей кабельного телевидения для предоставления уже либерализованных телекоммуникационных услуг (англ. Commission Directive 95/51/EC of 18 October 1995 amending Directive 90/388/EEC with regard to the abolition of the restrictions on the use of cable television networks for the provision of already liberalized telecommunications services)                                                                                      | 18 октября 1995/ 01 января 1996   | утратила силу |
| Директива Совета 94/73/EЭC от 19 декабря 1994 года, вносящая изменения в Директиву 90/684/EЭC о помощи судостроительству (англ. Council Directive 94/73/EEC of 19 December 1994 amending Directive 90/684/EEC on aid to shipbuilding) | 19 декабря 1994/ 01 января 1995   | утратила силу |
| Директива Комиссии 94/46/EC от 13 октября 1994 года о внесении изменений в Директиву 88/301/EЭC и Директиву 90/388/EЭC, в частности в отношение спутниковой связи (англ. Commission Directive 94/46/EC of 13 October 1994 amending Directive 88/301/EEC and Directive 90/388/EEC in particular with regard to satellite communications) | 13 октября 1994/ 08 ноября 1994   | утратила силу |
| Директива Совета 93/115/EЭC от 16 декабря 1993 года, вносящая изменения в Директиву 90/684/EЭC о помощи судостроительству (англ. Council Directive 93/115/EEC of 16 December 1993 amending Directive 90/684/EEC on aid to shipbuilding) | 16 декабря 1993/ 01 января 1994   | утратила силу |
| Директива Комиссии 93/84/EЭC от 30 сентября 1993 года, вносящая изменения в Директиву 80/723/EЭC о прозрачности финансовых отношений между государствами-членами и государственными предприятиями (англ. Commission Directive 93/84/EEC of 30 September 1993 amending Directive 80/723/EEC on the transparency of financial relations between Member States and public undertakings) | 30 сентября 1993/ 01 октября 1993 | утратила силу |
| Директива Совета 92/68/EЭC от 20 июля 1992 года, вносящая изменения в Директиву 90/684/EЭC о помощи судостроительству (англ. Council Directive 92/68/EEC of 20 July 1992 amending Directive 90/684/EEC on aid to shipbuilding) | 20 июля 1992/ 11 августа 1992     | утратила силу |
| Директива Совета 90/684/EЭC от 21 декабря 1990 года о помощи судостроительству (англ. Council Directive 90/684/EEC of 21 December 1990 on aid to shipbuilding) | 21 декабря 1990/ 01 января 1991   | утратила силу |
| Директива Совета 90/652/EЭC от 4 декабря 1990 года, вносящая изменения в Директиву 87/167/EЭC о помощи судостроительству (англ. Council Directive 90/652/EEC of 4 December 1990 amending Directive 87/167/EEC on aid to shipbuilding) | 14 декабря 1990/ 12 декабря 1990  | утратила силу |
| Директива Комиссии 90/388/EЭC от 28 июня 1990 года о конкуренции на рынках телекоммуникационных услуг (англ. Commission Directive 90/388/EEC of 28 June 1990 on competition in the markets for telecommunications services) | 28 июня 1990/ 01 января 1991      | утратила силу |
| Директива Комиссии 88/301/EЭC от 16 мая 1988 года о конкуренции на рынках телекоммуникационного оконечного оборудования (англ. Commission Directive 88/301/EEC of 16 May 1988 on competition in the markets in telecommunications terminal equipment) | 16 мая 1988/ 19 мая 1988          | утратила силу |
| Директива Совета 87/167/EЭC от 26 января 1987 года о помощи судостроительству (англ. Council Directive 87/167/EEC of 26 January 1987 on aid to shipbuilding) | 26 января 1987/ 5 февраля 1987    | утратила силу |
| Директива Комиссии 85/413/EЭC от 24 июля 1985 года, вносящая поправки в Директиву 80/723/EЭC о прозрачности финансовых отношений между государствами-членами и государственными организациями (англ. Commission Directive 85/413/EEC of 24 July 1985 amending Directive 80/723/EEC on the transparency of financial relations between Member States and public undertakings) | 24 июля 1985/ 30 июля 1985        | утратила силу |
| Директива Совета 85/2/EЭC от 18 декабря 1984 года, распространяющая Директиву 81/363/EЭC о помощи судостроительству (англ. Council Directive 85/2/EEC of 18 December 1984 extending Directive 81/363/EEC on aid to shipbuilding) | 18 декабря 1984/ 20 декабря 1984  | утратила силу |
| Директива Совета 82/880/EЭC от 21 декабря 1982 года, вносящая изменения в Директиву 81/363/EЭC о помощи судостроительству (англ. Council Directive 82/880/EEC of 21 December 1982 amending Directive 81/363/EEC on aid to shipbuilding) | 21 декабря 1982/ 29 декабря 1982  | утратила силу |
| Директива Совета 81/363/EЭC от 28 апреля 1981 года о помощи судостроительству (англ. Council Directive 81/363/EEC of 28 April 1981 on aid to shipbuilding) | 28 апреля 1984/ 12 мая 1984       | утратила силу |
| Директива Совета 81/22/EЭC от 20 января 1981 года, продлевающая срок действия Директивы 78/338/EЭC о помощи судостроительству (англ. Council Directive 81/22/EEC of 20 January 1981 extending the period of validity of Directive 78/338/EEC on aid to shipbuilding) | 20 января 1981/ 12 февраля 1981   | утратила силу |
| Директива Комиссии 80/723/EЭC от 25 июня 1980 года о прозрачности финансовых отношений между государствами-членами и государственными организациями (англ. Commission Directive 80/723/EEC of 25 June 1980 on the transparency of financial relations between Member States and public undertakings) | 25 июня 1980/ 10 июля 1980        | утратила силу |
| Директива Совета 78/338/EЭC от 4 апреля 1978 года о помощи судостроительству (англ. Council Directive 78/338/EEC of 4 April 1978 on aid to shipbuilding) | 4 апреля 1978/ 6 апреля 1978      | утратила силу |